# Thomas Matter
Pour les articles homonymes, voir Matter.
Thomas Matter, né le 23 mars 1966 à Liestal (originaire de Muhen et de Sissach), est un banquier et une personnalité politique suisse, membre de l'Union démocratique du centre (UDC).
Il est député du canton de Zurich au Conseil national depuis juin 2014.

## Biographie
Originaire de Muhen (AG) et de Sissach (BL), Thomas Matter naît le 23 mars 1966 à Liestal (BL). Il grandit à Sissach, dans le canton de Bâle-Campagne. Son père est spécialiste des affaires financières chez Roche. Il a un frère aîné, Frank, journaliste de formation et patron d'une entreprise de production cinématographique, et un frère cadet, Samuel, partenaire d'une société de gestion de fortune.
Après le gymnase, il suit une formation d'employé de banque et travaille dans ce secteur, notamment quatre ans au début des années 1990 en Angleterre et aux États-Unis, où il travaille pour Merrill Lynch sous les ordres de Sergio Ermotti.
À son retour en Suisse, il fonde en 1994, à l'âge de 28 ans, une société financière qui deviendra plus tard le groupe financier Swissfirst. Il en démissionne en 2006 après des soupçons de délits d'initiés, dont il sera blanchi. Il crée en 2005 Matter Group, une société de conseil d'entreprises, puis en 2011 une nouvelle banque, la Neue Helvetische Bank. Possédant une fortune estimée à 150 millions de francs en 2017, il est le deuxième parlementaire le plus riche de la 50e législature de l'Assemblée fédérale suisse.
Thomas Matter est marié depuis mai 2010 à Marion Giger, dont il a une fille. Il est père de trois autres filles d'un premier mariage. Il vit à Meilen.
Il a le grade de soldat à l'armée.

## Parcours politique
Son engagement politique débute lors de la campagne sur l'accord Schengen-Dublin en 2005, auquel il est opposé, et contre l'initiative populaire « Pour une caisse maladie unique et sociale » en 2007.
Il adhère à l'UDC en 2010, lorsqu'il déménage dans le canton de Zurich.
Il est à l'origine du lancement, en 2013, de l'initiative populaire fédérale « Oui à la protection de la sphère privée », qui visait à protéger le secret bancaire pour les Suisses (l'initiative est finalement retirée en faveur d'un contre-projet). Il est aussi le fondateur d'une Communauté d’intérêt des entrepreneurs suisses contre des initiatives hostiles à l’économie.
Candidat au Conseil national aux élections de 2011, il arrive 14e sur la liste de l'UDC, qui décroche 11 mandats, et n'est donc pas élu. Il accède cependant à la Chambre basse du Parlement le 2 juin 2014, après le retrait de Christoph Blocher. Il est élu en 2015 (4e meilleur score du canton) et réélu en 2019 (5e meilleur score), et 2023 (4e meilleur score). Il siège au sein de la Commission de l'économie et des redevances (CER).
Il est membre de l'Action pour une Suisse indépendante et neutre et, depuis avril 2016, membre du comité de direction de l'UDC.
Il anime depuis septembre 2017 sur YouTube une chaîne intitulée « In den Sümpfen von Bern » (Dans le bourbier de Berne), dans laquelle il brocarde notamment la gauche.

## Publication
- (de) Thomas Matter, Swissfirst : Die verlorene Ehre einer Schweizer Bank, Orell Fuessli, 2007, 288 p. (ISBN 978-3-28005-281-5)